# Frederick Stapleton
Frederick Stapleton (n. 11 martie 1877, City of Nottingham⁠(d), Anglia, Regatul Unit al Marii Britanii și Irlandei – d. 11 septembrie 1939, Nottingham, Anglia, Regatul Unit) a fost un înotător britanic, medaliat olimpic. A participat la o ediție a Jocurilor Olimpice (1900) în care a câștigat o medalie de aur.

## Participări
Lista de mai jos prezintă principalele competiții la care a participat Frederick Stapleton de-a lungul carierei.
- Jocurile Olimpice de vară din 1900